# Мелинда Гордон
Мелинда Ирэн Гордон (англ. Melinda Irene Gordon) — персонаж американского фантастического телесериала «Говорящая с призраками», созданного Джоном Греем. Роль исполнила актриса Дженнифер Лав Хьюитт.

## Происхождение персонажа
Мелинда обладает способностью видеть и общаться с призраками. Она переехала в Грендвью после замужества с Джимом Клэнси, фельдшером, знающим о её способностях. У Джима и Мелинды есть сын Эйден Лукас (с 5 сезона). Мелинда всегда готова говорить с мёртвыми или «земными духами», как называла их бабушка Мелинды. Её мать, Бет Гордон, обладает тем же самым даром, хотя вначале она отрицает это и делала вид, что его не имеет.
Наряду с мужем, Джимом Клэнси, Мелинда поделилась своим секретом с чудным профессором Риком Пейном, экспертом в оккультных науках и истории, который охотно помогает ей понимать сложные паранормальные явления, с которыми она сталкивается. Также о её даре знают и регулярно помогают ей — Андреа Марено (погибла в финале первого сезона), Делия Бенкс и её сын Нед Бенкс, психолог Илай Джеймс.

## Способности
Мелинда является медиумом в седьмом поколении (как её прапрапрабабушка, Тесса, её прабабушка и мама также говорили с призраками). Она способна к общению с духами умерших. Она может видеть и говорить с земными духами, что обратились к ней за помощью. Затем она помогает им уйти в свет, либо поговорить с близкими или сделать/закончить дела, которые они не успели из-за смерти.
В результате своих способностей Мелинда часто получает видения вещей, касающихся призраков, которым она пытается помочь. Например, в финале первого сезона Мелинда получает послания от призраков на самолёте, который ещё не рухнул. В другом эпизоде она едет в транспорте из её Грендвью в тропический лес. В финале второго сезона она видит людей, смотрящих на неё, и видит что её дом под толщей воды, что лодка тонет и видит как с большого моста падают машины.
В конце 4 сезона Книга перемен и наблюдатели показывает, что сын Мелинды имеет гораздо большую власть. В 5 сезоне Мелинде приходится иметь дело с выполнением родительских обязанностей и переселением призраков в свет. Это также показано в премьере сезона, Мелинда связана со своим сыном, Эйденом Лукасом, которого наблюдатели показали Эмпатом. При этом, Мелинда способна получать видения от Эйдена.

## Появления

### 1 сезон
Мелинда и Джим переехали в городок Грендвью, где она открыла небольшой антикварный магазин названный «Такой же, каким и никогда не был, АНТИКВАРИАТ». Она познакомилась и подружилась с Андреа Марино, которая стала компаньоном Мелинды. В конце концов Мелинда получила достаточное доверие Андреа, чтобы сказать ей о своём даре.
В конце сезона при попытках перевести души в свет Мелинда начала  сталкиваться со злобным духом (Романо), носящим чёрную шляпу. В финале сезона в Грендвью падает самолет. Романо использовал для своего усиления огромное количество смертей, сдерживая души, которым Мелинда не в состоянии помочь перейти, и одной из которых стала Андреа, погибшая во время крушения самолёта.

### 2 сезон
После потери своего друга и делового партнёра, Мелинда преуспела против тёмного духа помогая Андреа и многим другим призракам разбившегося самолёта в пересечении света.
Мелинда встречается на заседании с новыми людьми во втором сезоне: Рик Пейн, профессор оккультных наук, который часто помогает Мелинде с неприятными призраками, не осознавая это, пока она не рассказывает ему о своём даре. Она также встречает вдову Делию Бенкс и её сына Нэда. Через несколько эпизодов Мелинда приглашает Делию стать её деловым партнёром и рассказывает о своём даре её сыну Нэду. Помогая мужу Делии перейти в свет, Мелинда рассказывает ей о своём даре. Делия сначала скептически относится к этому, но постепенно верит ей.
На протяжении сезона происходят события, показывающие, что «занавес» между жизнью и смертью стал тоньше. С введением второго говорящего с призраками, Габриэля Лоуренса, который общался с духом жены Пейна, что тёмные силы пытаются сделать мёртвых сильнее, чем живых. В финале сезона тёмные силы пытаются убить четырёх необычных детей (каждый ребенок был единственным пережившим страшные бедствия или аварии). Мелинда спасает их, но теряет свою собственную жизнь в процессе, достигшего кульминации в завершении пророчества, что приведёт к «смерти любимого» — Мелинды. Только тогда Мелинда понимает, что тёмные силы хотели убить её, а не детей. На пороге между жизнью и смертью Мелинда видит тень своего отца, который сказал, что она имеет брата. Тем временем, четыре особенных ребёнка помогают возродить её. Она ошеломлена, когда она возвращается в сознание, говоря «я думаю, что имею брата». Она оглядывается и видит, что Габриэл смотрит на неё очень сердито.

### 3 сезон
Мелинда всё время ищет своего отца, решительно веря, что он умер, и брата, (Мелинда подозревает, что это Габриэл). Она узнаёт, что её мать, Бетт, когда-то жила в Грендвью. Она говорит Мелинде, что им с Джимом надо уехать из этого города, остерегаясь злых духов. Мелинда находит подземный город (старый Грендвью), в котором живут «темные духи» и узнаёт, что её предок, Тесса, похоронена там.

### 4 сезон
В этом сезоне Джим и Мелинда решают родить ребенка. Мелинда встречает Элая, который после клинической смерти может слышать призраков. Он сначала запутывается и не хочет слушать Мелинду, но постепенно между ними возникает дружба. Профессор Пейн отправляется в длительное путешествие. В этом сезоне Джим умирает от ранения в плечо. Несмотря на просьбы Мелинды перейти в свет, он вселяется в умершего Сэма Лукаса. Очнувшись, он не узнаёт Мелинду. Вскоре, спасая Мелинду из канализации и едва не утонув, он вспоминает свою жизнь и Мэл. Вскоре Мелинда узнаёт, что находится на 8 неделе беременности. У Мелинды начались кошмары и видения, что её ребенок находится в опасности.

### 5 сезон
Мелинда верит, что она должна родить к сроку, указанному в книге, несмотря на сомнения других персонажей, которые считают, что ей срочно нужно кесарево сечение. Когда ребёнок начинает идти в операционной комнате в начале сезона, призрак появляется перед Мелиндой. Первый наблюдатель предупредил, что ребёнок Мелинды имеет силу и он может быть в опасности. Ребёнка назвали Эйданом Лукасом.
Каждый год в день рождения Эйдана возникает проблема, например он начинает странно болеть. Каждый год Мелинду посещает призрак женщины, уверяющая, что Эйдан её сын. Эта женщина, Амбер, умерла во время родов, в тот же день, когда рожала Мелинда. Позже выясняется, что сын Амбер жив и живёт с отцом. Мелинда помогает Амбер уйти в свет, а также узнаёт от наблюдателя, что Эйдан является эмпатом, он чувствует и берёт эмоции тех, кто вокруг него. Мелинда также считает, что она разделяет психическую связь с Эйданом, что позволяет им общаться друг с другом, хотя он не в полной мере понимает это. Мелинда решает не говорить Эйдану, поскольку она хочет вести нормальную жизнь.
Мелинда вскоре узнаёт, что её сын обладает способностями, о которых она не знала. Он не только эмпат, но он также может видеть вещи за пределами способностей Мелинды. Он называет эти «блестящие и тени» частями людей, которые остались позади, когда они пересекаются («сломанные люди», как он выразился).